# Idaea nimbicolor
Idaea nimbicolor är en fjärilsart som beskrevs av George Duryea Hulst 1896. Idaea nimbicolor ingår i släktet Idaea och familjen mätare. Inga underarter finns listade i Catalogue of Life.